# D.D.E.
D.D.E. ist eine norwegische Rockband, welche sich 1992 in Namsos gründete. D.D.E. ist in Norwegen sehr erfolgreich und hat 10 Studioalben und ein Greatest-Hits-Album veröffentlicht.

## Geschichte
Die norwegische Rockband schloss sich im Jahr 1992 aus den Mitgliedern Bjarne Brøndbo, Frode Viken, Arnt Egil Rânes, Eivind Berre, Bård Jørgen Iversen, Eskil Brøndbo und Terje Tranaas zusammen, die zuvor teilweise bereits in anderen Bands, beispielsweise „After Dark“, gespielt hatten. Sie ist für ihre lebhaften Konzertaufführungen bekannt. Im Jahr 1993 brachten sie ihr Debütalbum Rai-Rai und im Folgejahr Rai2 heraus und konnte 1995 mit dem dritten Album Det è D.D.E. einem Livemitschnitt große Erfolge verbuchen. So lag es für einige Wochen beständig auf dem zweiten Platz der norwegischen Album-Charts und hielt sich insgesamt für 47 Wochen in den Charts. Auch das Album Det går likar no aus dem Jahr 1996 hielt sich, dank der Fangemeinde acht Wochen lang in den Charts. Für ihre Erfolge in den Jahren 1995/96 wurde die Band 1996 mit dem Spellemannprisen, einem norwegischen Musikpreis ausgezeichnet. Auch die weiteren Alben konnten Chartplatzierungen erreichen.
Am 31. März 2018 starb der Gitarrist der Band, Frode Viken. Im März 2019 erhielt die Band beim Spellemannprisen den Ehrenpreis.

## Diskografie
Alben

| Jahr | Titel                                | Höchstplatzierung, Gesamtwochen, AuszeichnungChartsChartplatzierungen (Jahr, Titel, Platzierungen, Wochen, Auszeichnungen, Anmerkungen) | Anmerkungen |
| Jahr | Titel                                | NO | Anmerkungen |
| ---- | ------------------------------------ | --- | ----------- |
| 1993 | Rai-Rai                              | NO18 (3 Wo.)NO |             |
| 1995 | Det è D.D.E. – Det beste fra scenen  | NO2 (47 Wo.)NO | Livealbum   |
| 1996 | Det går likar no                     | NO1 ×4Vierfachplatin · (46 Wo.)NO |             |
| 1998 | Ohwææææh!!!                          | NO1 (21 Wo.)NO |             |
| 1999 | No e D.D.E. jul igjen                | NO3 (10 Wo.)NO |             |
| 2000 | Jippi                                | NO2 (11 Wo.)NO |             |
| 2001 | Vi ska fæst – aill’ mot aill’        | NO1 (8 Wo.)NO |             |
| 2002 | Her bli det liv (De beste 1992-2002) | NO2 (16 Wo.)NO |             |
| 2003 | Vi e konga                           | NO3 (11 Wo.)NO |             |
| 2005 | Næ næ næ næ næ næ                    | NO3 (10 Wo.)NO |             |
| 2007 | No går det så det suse               | NO1 (11 Wo.)NO |             |
| 2007 | 15 år Live                           | NO6 (8 Wo.)NO |             |
| 2008 | Frelsesarmeens juleplate             | NO2 (6 Wo.)NO |             |
| 2009 | Ut av kontroll                       | NO9 (8 Wo.)NO |             |
| 2012 | Energi                               | NO4 (8 Wo.)NO |             |

Weitere Alben
- 1994: Rai 2
- 1995: Det è D.D.E. (live)